# 惠靈 (印地安納州特拉華縣)
惠靈（英語：Wheeling）是位於美國印地安納州特拉華縣的一個非建制地區。

## 地理
惠靈的座標為40°21′49″N 85°27′51″W / 40.36361°N 85.46417°W，而該地的平均海拔高度為264米（即866英尺）。